# القضية الفلسطينية (كتاب)
القضية الفلسطينية هو كتاب من تأليف الدكتور محسن محمد صالح. يتناول الكتاب القضية الفلسطينية من خلال رواية تاريخية مختصرة تأخذ بيد القارئ الي فهم القضية ككل والعوامل المتصلة بها، وتخاطب أيضا أولئك الذين يبحثون عن الحقيقة وعن رؤية صحيحة للقضية الفلسطينية.

## محتوى الكتاب
يستعرض الكتاب، الواقع في 312 صفحة، تطورات القضية الفلسطينية منذ بداياتها وحتى عام 2021. يتضمن سبعة فصول رئيسية، تغطي مراحل مختلفة من التاريخ الفلسطيني:
1. خلفيات القضية حتى عام 1918: يتناول تاريخ فلسطين عبر العصور، وجغرافيتها، ومكانتها الإسلامية، والمزاعم الدينية والتاريخية لليهود فيها، وصولاً إلى خلفيات ظهور القضية الفلسطينية في التاريخ الحديث، وتطوراتها السياسية حتى نهاية الحرب العالمية الأولى.
2. الاحتلال البريطاني (1918–1948): يُسلّط الضوء على فترة الاحتلال البريطاني لفلسطين، متناولاً تطور المشروع الصهيوني، وظهور الحركة الوطنية الفلسطينية وثورة 1936 والتطورات السياسية التي تلتها، وصولاً إلى حرب سنة 1948 وانعكاساتها.[2]
3. ما بعد النكبة (1949–1967): يستعرض تطورات القضية في هذه الفترة، مع التركيز على تطور العمل الوطني الفلسطيني ونشأة حركة فتح ومنظمة التحرير الفلسطينية، وحرب حزيران/ يونيو 1967 وانعكاساتها.[3]
4. الاحتلال الإسرائيلي وتطور المقاومة (1967–1987): يتناول التطورات التي شهدتها الفترة التي تلت حرب سنة 1967 حتى المرحلة التي سبقت اندلاع الانتفاضة الأولى سنة 1987، مسلّطاً الضوء على بروز الهوية الوطنية الفلسطينية، وتطور الكفاح الفلسطيني المسلّح، ودور البلاد العربية في قضية فلسطين، وبروز التيار الإسلامي الفلسطيني.[3]
5. الانتفاضة الأولى واتفاق أوسلو (1987–2000): يتناول الفترة منذ اندلاع الانتفاضة المباركة سنة 1987 وحتى فشل مفاوضات كامب ديفيد سنة 2000، مروراً بنشأة حركة حماس، وانتقال منظمة التحرير الفلسطينية من الكفاح المسلّح إلى التسوية السلمية، وتشكيل السلطة الوطنية الفلسطينية، والتطورات التي شهدها الكيان الإسرائيلي في المقابل.[2]
6. انتفاضة الأقصى والتطورات اللاحقة (2000–2011): يستعرض التطورات التي جرت خلال هذه الفترة، وقسّمها إلى عناوين موضوعية شملت العدوان والمقاومة، والوضع الداخلي الفلسطيني، ومسار مفاوضات التسوية السلمية، ومدينة القدس والوضع الحالي، والجدار العازل، ووضع الكيان الإسرائيلي.[2]
7. المرحلة المعاصرة (2012–2021): يركز على التطورات التي جرت خلال هذه الفترة، بما في ذلك العدوان والمقاومة، والوضع الداخلي الفلسطيني، ومسار مفاوضات التسوية السلمية، ومدينة القدس والوضع الحالي، والجدار العازل، ووضع الكيان الإسرائيلي.

## الانتشار والترجمات
صدر الكتاب لأول مرة عام 2002، وتم تحديثه عدة مرات، مع آخر طبعة مزيدة ومنقحة في ديسمبر 2021. نُشر الكتاب في عدة دول منها مصر، الكويت، ماليزيا، وإندونيسيا، وترجم إلى لغات متعددة مثل الإنجليزية، الماليزية، الإندونيسية، الأوردو، الفارسية، الألبانية، التترية، والتركية. 

## معلومات النشر
- العنوان: القضية الفلسطينية: خلفياتها التاريخية وتطوراتها المعاصرة
- المؤلف: د. محسن محمد صالح
- الناشر: مركز الزيتونة للدراسات والاستشارات – بيروت
- عدد الصفحات: 312 صفحة
- الطبعة: مزيدة ومنقحة، ديسمبر 2021

- الرقم الدولي المعياري للكتاب (ISBN): 6144940189 / 9786144940181 [3]